# Kogge

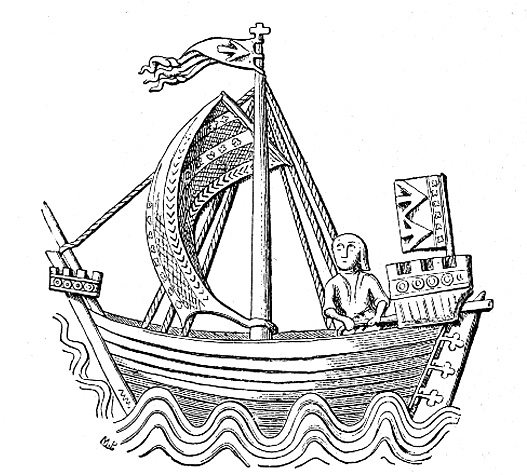
Afbeelding van een Kogge op een zegel in de stad Stralsund.

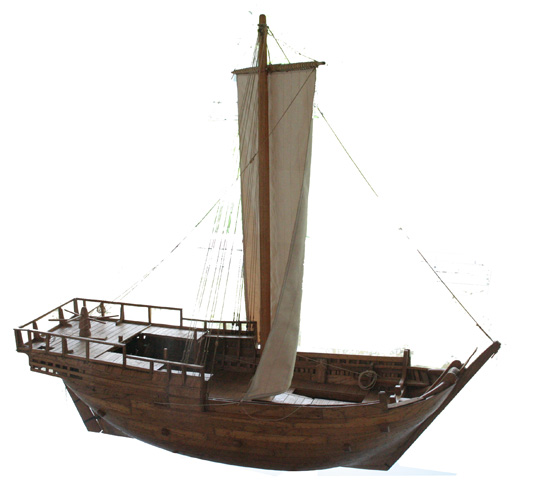
Model van een Kogge in Bremen.

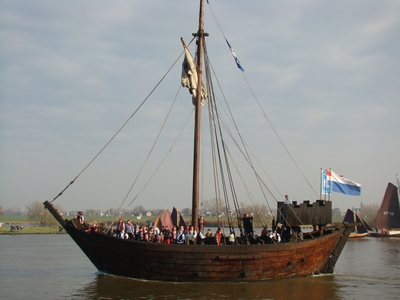
De Kamper Kogge, reconstructie gebouwd te Kampen tussen 1994 en 1998.

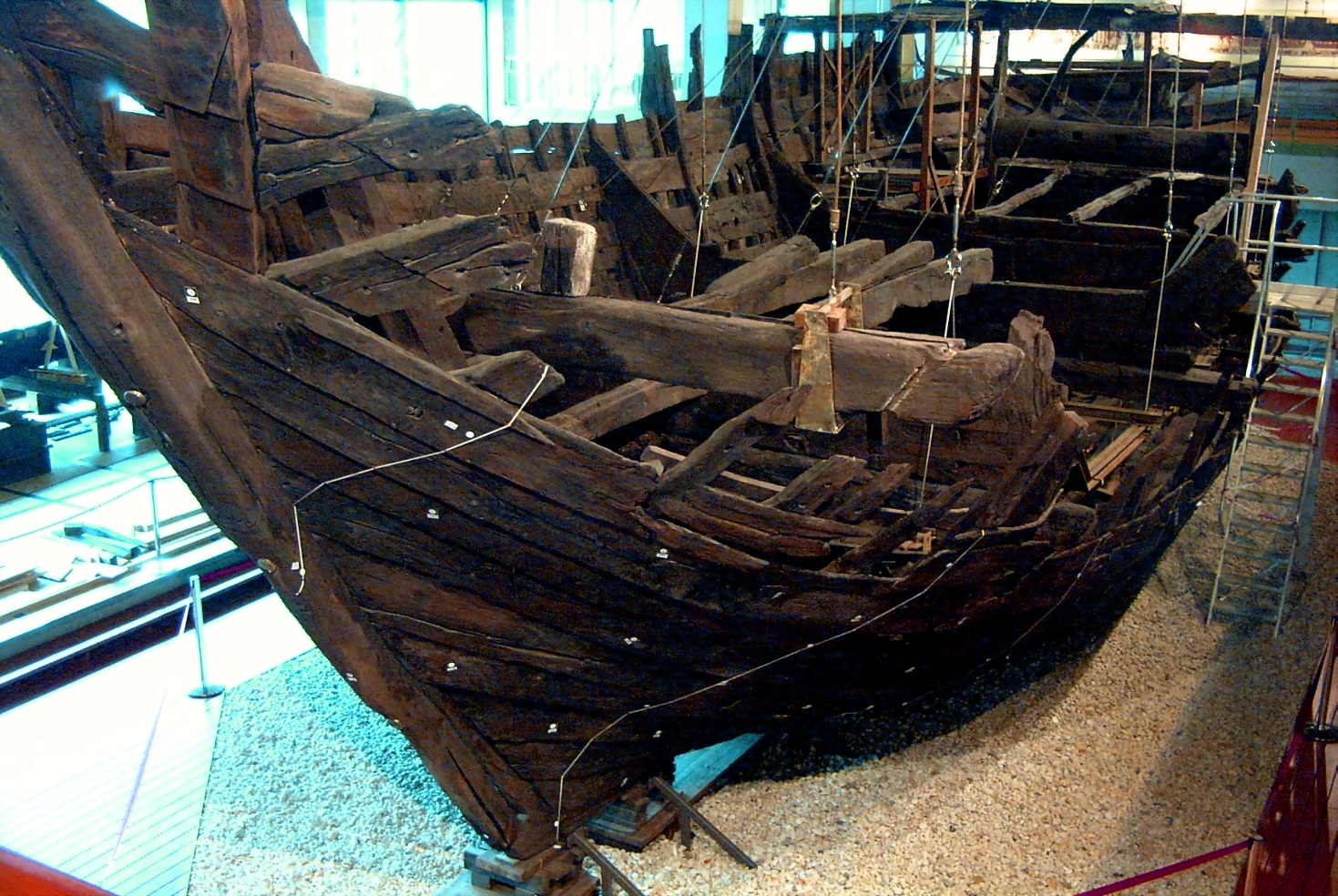
Hansekogge in Bremerhaven.

Een kogge is een schip dat geïntroduceerd werd door de Hanze om goederen te vervoeren. Diverse steden aan de Oostzee, en in Nederland de hanzestad Harderwijk dragen een kogge in het stadswapen.

## Beschrijving
Het verscheen als type rond het jaar 1200 en was ontwikkeld uit het Vikingschip, meer bepaald het type zeegaand vrachtschip hiervan, ook wel knarr genaamd. Het was gebouwd op rechte kiel en stevens en had een geheel of gedeeltelijk dek. Het belangrijkste kenmerk is dat zij de ontwikkeling hebben gemaakt naar het stevenroer. Er was een enkel dwarsgetuigd zeil, aan een midscheeps of in latere tijd een iets voorlijker geplaatste mast.
Een kogge kon aanzienlijk meer vracht vervoeren dan de knarr. Het laadvermogen lag tussen de 200 en 250 ton en de lengte was tot zo'n 30 meter. De grotere vracht betekende dat de kogge meer kracht, dus wind, nodig had om te kunnen varen dan de knarr. Koggen hebben in de tijd van circa 1200 tot circa 1450 een groot succes gekend. Ze waren al veelvuldig ingezet in de Oostzee en Noordzee en rond 1300 drong dit scheepstype ook door tot de Middellandse Zee. De kogge werd veel gebruikt door de Hanze en werd ook wel Hanzekogge genoemd.
Het is als vrachtschip verdrongen door de hulk.

## Archeologie
Na het droogvallen van de Flevopolders zijn verschillende koggen opgegraven en geconserveerd. In totaal zijn zo'n 15 koggeschepen in Nederland gevonden. De tot op heden oudste resten van een kogge zijn opgegraven in de hanzestad Zutphen. Het gaat om een kleine kogge, gebouwd in 1235 en gesloopt in 1246 (in dat jaar secundair verwerkt in een fundering). De ballastkeien die bij het gesloopte schip zijn aangetroffen bleken afkomstig van de kust van Rügen of Møn.

### Kamper Kogge
Kampen heeft als enige stad in Nederland een kogge gereconstrueerd. De Kamper Kogge is een reconstructie van een wrak uit 1336 dat gevonden is in de Flevopolder ter hoogte van Nijkerk (stad). Naast informatie uit dit wrak is ook archiefonderzoek gedaan om zo veel mogelijk oorspronkelijke informatie in de reconstructie te kunnen verwerken. Hierdoor is het gelukt de kogge op authentieke wijze te bouwen. Het schip heeft zijn ligplaats aan de Koggewerf in Kampen, in de Buitenhaven, aan de oever van de IJssel.

### IJsselkogge
In oktober 2012 werd bij sonaronderzoek van de rivierbodem van de IJssel bij Kampen een gaaf bewaard gebleven Koggeschip uit de eerste helft van de 15e eeuw gevonden. Het middeleeuwse schip zat tot 4 meter onder het zand in de bodem van de rivier. Alleen aan stuurboord stak het schip boven de bodem uit, en dat was ook de reden dat het wrak met sonar kon worden ontdekt.
Op 10 februari 2016 werd de IJsselkogge gelicht. Het wrak werd naar boven gehesen in een soort ijzeren mand. Zoals het er nu naar uitziet verkeert het schip in goede staat. De kogge werd op een ponton gezet waarmee het schip naar de Bataviawerf in Lelystad is vervoerd voor conservering.

### Koggen bij Doel
Een groot en relatief goed bewaard exemplaar van een kogge werd in 2000 in de buurt van Doel, België, gevonden, bij graafwerken aan het Deurganckdok. In 2002 werd een tweede, kleiner exemplaar in hetzelfde dok gevonden. De Kogge wordt vanaf 2010 door het agentschap Onroerend Erfgoed onderzocht in het Waterbouwkundig Laboratorium in Borgerhout. Het project De Kogge zal uitmonden in een bewaring en een museale tentoonstelling.
De Kogge bij Doel is vervaardigd uit massief eikenhout van bomen die gekapt zouden zijn in de winter van 1325-1326 in het noordwesten van Duitsland.

### Kogge bij Bremen
In 1962 werd bij Bremen, Duitsland, ook een wrak van een kogge gevonden. Dit schip had een lengte van 23 meter en was overnaads gebouwd. Het bouwjaar werd rond 1380 vastgesteld. Het scheepswrak is geborgen en vanaf 2000 is het tentoongesteld in het Duits Maritiem Museum (duits: Deutsches Schiffahrtsmuseum) in Bremerhaven.

## Kogge als geografische aanduiding
Een Kogge is ook een geografische aanduiding. De oorsprong van het woord houdt verband met het scheepstype. De bewoners waren (in de Vroege Middeleeuwen) verplicht een bemande kogge te leveren voor diensten aan de vorst. In West-Friesland maar ook elders, komt de term Kogge voor als geografische aanduiding, bijvoorbeeld in de Vier Noorder Koggen.